# Goran Suton
Goran Suton (Sarajevo, 11 agosto 1985) è un ex cestista croato naturalizzato statunitense.

## Carriera
È stato selezionato dagli Utah Jazz al secondo giro del Draft NBA 2009 (50ª scelta assoluta).
Nel luglio del 2010 firma un contratto con l'Angelico Biella.

## Palmarès
- Campionato croato: 2

Cibona Zagabria: 2011-12
Cedevita Zagabria: 2013-14